# Walter Baade
Wilhelm Heinrich Walter Baade (Schröttinghausen, 24 de marzo de 1893-Gotinga, 25 de junio de 1960) fue un astrónomo alemán que emigró a los Estados Unidos en 1931. Entre otros aportes, definió el concepto de población estelar, descubrió diez asteroides y la existencia de dos tipos de Cefeidas, lo que llevó a una importante corrección en la escala de distancias extragalácticas.

## Semblanza
Se le deben importantes descubrimientos en el ámbito de la evolución estelar y de las distancias intergalácticas.
Estudiando la galaxia de Andrómeda con el telescopio de 2,5 m de Monte Wilson en California (Estados Unidos), al comienzo de los años 1940, logró efectuar las primeras fotografías de estrellas existentes en las regiones centrales de aquella galaxia, que como es sabido, es muy similar a la nuestra. Así descubrió que las estrellas en el núcleo galáctico son rojas, mientras que las que se encuentran en la periferia, en los brazos en forma de espiral de la galaxia, son azules. Llamó a estas últimas estrellas de Población I y a las estrellas rojas de Población II. Se trata de una diferencia evolutiva importante, debido a que distingue las estrellas jóvenes de las viejas.
Baade determinó también la verdadera distancia de la galaxia de Andrómeda, que llega a 2 millones de años luz y que con anterioridad, había sido sumamente subestimada, ampliando de esta manera la escala de las distancias entre las galaxias y por lo tanto, las ideas sobre las auténticas dimensiones del Universo.

## Eponimia
- En 1964 se denominó el cráter lunar Baade en su honor.[2]
- El asteroide (1501) Baade también conmemora su nombre.[3]

## Asteroides descubiertos
| Nombre           | Fecha                  |
| ---------------- | ---------------------- |
| (930) Westphalia | 10 de marzo de 1920    |
| (934) Thüringia  | 15 de agosto de 1920   |
| (944) Hidalgo    | 31 de octubre de 1920  |
| (966) Muschi     | 9 de noviembre de 1921 |
| (967) Helionape  | 9 de noviembre de 1921 |
| (1036) Ganymed   | 23 de octubre de 1924  |
| (1103) Sequoia   | 9 de noviembre de 1928 |
| (1566) Ícaro     | 27 de junio de 1949    |
| (5656) Oldfield  | 8 de octubre de 1920   |
| (7448) Pöllath   | 14 de enero de 1948    |